# درون لوین دیویس
درون لوین دیویس (به انگلیسی: Inside Llewyn Davis) فیلمی در گونه کمدی-درام به نویسندگی، کارگردانی و تدوین برادران کوئن است. در این فیلم بازیگرانی از جمله اسکار آیزاک، کری مولیگان و جان گودمن حضور دارند و تهیه کنندگان فیلم اسکات رودین، جوئل و اِتان کوئن هستند. این فیلم داستان خواننده-ترانه سرای پیشتاز موسیقی سنتی در دهه ۱۹۶۰ نیویورک را به تصویر می‌کِشد. فیلم پس از اکران ۱۹می ۲۰۱۳ در جشنواره فیلم کن ۲۰۱۳ جایزه بزرگ را برد و پس از گذراندن چرخه خود در فستیوال کن در تاریخ ۶ دسامبر ۲۰۱۳ اکران عمومی شد و مورد تحسین منتقدین قرار گرفت. بی‌بی‌سی با نظرخواهی از ۱۷۷ منتقد صد فیلم برتر قرن را انتخاب کرد که «درون لوین دیویس» به همراه دو فیلم دیگر از برادران کوئن به عنوان یازدهمین فیلم برتر قرن انتخاب شد. «ایندی وایر» هم این فیلم را به عنوان پنجمین فیلم برتر دهه دوم قرن بیست و یکم انتخاب کرد. «درون لوین دیویس» با امتیاز ۹۳/۱۰۰ از سایت «متاکریتک» به عنوان تحسین شده‌ترین فیلم کارنامه برادران کوئن شناخته می شود اما با بی مهری جوایز اسکار روبه رو شد و نتوانست در رشته قابل توجه ای در اسکار نامزد شود.